# 페일 웨이브스
페일 웨이브스(Pale Waves)는 잉글랜드의 인디 팝 밴드로, 2014년 맨체스터에서 결성된 그룹이다. BBC 사운드 오브 2018 리스트에 노미네이트되었다.
2014년, 헤더와 시에라가 맨체스터 대학교 재학 시절 결성했으며, 라이언과 벤을 영입했다. 이후 라이언과 벤은 팀을 탈퇴했고, 이후 휴고와 찰리가 이들의 자리를 메꿨다.

## 음반 목록
- My Mind Makes Noises (2018)
- Who Am I? (2021)